# Oostelijke Mijnstreekderby
De Oostelijke Mijnstreekderby was een voetbalwedstrijd tussen de clubs Roda JC Kerkrade (én voorlopers Rapid JC en Roda Sport) en SV Limburgia. Beide clubs kwamen uit de Oostelijke Mijnstreek in Limburg. Van 1954 tot het seizoen 1970/71 is de wedstrijd gehouden, waarna Limburgia terug is gegaan naar het amateurvoetbal.

## Uitslagen

### Limburgia – Rapid JC
| Seizoen | Competitie            | Thuisploeg | Wedstrijd | Uitploeg  | Doelpuntenmakers                 | Doelpuntenmakers     |
| Seizoen | Competitie            | Thuisploeg | Wedstrijd | Uitploeg  | Thuisploeg                       | Uitploeg             |
| ------- | --------------------- | ---------- | --------- | --------- | -------------------------------- | -------------------- |
| 1954/55 | Eerste klasse 1954/55 | Rapid JC   | 2–2       | Limburgia | Hub Bisschops, Noud van Melis    | Mathieu Spanjer (2x) |
| 1954/55 | Eerste klasse 1954/55 | Limburgia  | 0–0       | Rapid JC  |                                  |                      |
| 1960/61 | KNVB beker 1960/61    | Limburgia  | 3–1       | Rapid JC  | Karel Muyres (2x), Gradus Hansen | Paul Ewe (e.d.)      |

### Limburgia – Roda Sport
| Seizoen | Competitie               | Thuisploeg | Wedstrijd | Uitploeg   | Doelpuntenmakers                          | Doelpuntenmakers                           |
| Seizoen | Competitie               | Thuisploeg | Wedstrijd | Uitploeg   | Thuisploeg                                | Uitploeg                                   |
| ------- | ------------------------ | ---------- | --------- | ---------- | ----------------------------------------- | ------------------------------------------ |
| 1955/56 | Hoofdklasse A 1955/56    | Roda Sport | 2–2       | Limburgia  | Toon Ederveen, Frans Rutten               | Mathieu Spanjer (2x)                       |
| 1955/56 | Hoofdklasse A 1955/56    | Limburgia  | 2–1       | Roda Sport | Nelis van Lubeck, Loek Feijen             | Bob Jongen                                 |
| 1956/57 | Eerste divisie A 1956/57 | Limburgia  | 4–1       | Roda Sport | Jan Eggels, Frits Cox (2x), Gradus Hansen | Toon Ederveen                              |
| 1956/57 | Eerste divisie A 1956/57 | Roda Sport | 0–1       | Limburgia  |                                           | Gradus Hansen                              |
| 1960/61 | KNVB beker 1960/61       | Limburgia  | 0–3       | Roda Sport |                                           | Gerard Hoenen (p), Joseph Büttgen, Janssen |

### Limburgia – Roda JC
| Seizoen | Competitie             | Thuisploeg | Wedstrijd | Uitploeg  | Doelpuntenmakers                                                      | Doelpuntenmakers                                     |
| Seizoen | Competitie             | Thuisploeg | Wedstrijd | Uitploeg  | Thuisploeg                                                            | Uitploeg                                             |
| ------- | ---------------------- | ---------- | --------- | --------- | --------------------------------------------------------------------- | ---------------------------------------------------- |
| 1962/63 | Eerste divisie 1962/63 | Limburgia  | 1–2       | Roda JC   | Karel Muyres                                                          | Toon Ederveen, Gradus Hansen                         |
| 1962/63 | Eerste divisie 1962/63 | Roda JC    | 2–3       | Limburgia | Toon Ederveen, Pierre Kusters                                         | Jan Hoogen, Hub Bisschops (2x)                       |
| 1963/64 | Tweede divisie 1963/64 | Roda JC    | 1–2       | Limburgia | Pierre Kusters                                                        | Frans Stalman, Joseph Rademacher                     |
| 1963/64 | Tweede divisie 1963/64 | Limburgia  | 2–1       | Roda JC   | Joop Hellemons, Giel Stevelmans                                       | Tijn van Lier                                        |
| 1964/65 | Tweede divisie 1964/65 | Limburgia  | 1–1       | Roda JC   | Joop Hellemons                                                        | Pierre Kusters                                       |
| 1964/65 | Tweede divisie 1964/65 | Roda JC    | 3–0       | Limburgia | Pierre Kusters (2x), Loek Chatrou                                     |                                                      |
| 1965/66 | Tweede divisie 1965/66 | Limburgia  | 1–1       | Roda JC   | Jan Munnecom                                                          | Pierre Kusters                                       |
| 1965/66 | Tweede divisie 1965/66 | Roda JC    | 0–0       | Limburgia |                                                                       |                                                      |
| 1965/66 | KNVB beker 1965/66     | Roda JC    | 4–2       | Limburgia | Giel Stevelmans, Herbert Kriescher, Joep Haan, John van Tricht (e.d.) | Jan Munnecom, Joep Beckers (p)                       |
| 1966/67 | Tweede divisie 1966/67 | Limburgia  | 3–3       | Roda JC   | Jan Hermans (2x), Gradus Maurits                                      | Sjef Mommertz, Giel Stevelmans, Hens Fischer         |
| 1966/67 | Tweede divisie 1966/67 | Roda JC    | 0–0       | Limburgia |                                                                       |                                                      |
| 1967/68 | Tweede divisie 1967/68 | Roda JC    | 2–1       | Limburgia | Horst Gnielka, Wim Langenhuizen                                       | Jan Janssen                                          |
| 1967/68 | Tweede divisie 1967/68 | Limburgia  | 2–2       | Roda JC   | Emil Klostermann, Willy Coolen                                        | Uwe Blotenberg, Wim Langenhuizen                     |
| 1967/68 | KNVB beker 1967/68     | Roda JC    | 3–3       | Limburgia | Fred Gillissen, Walter Kousen, Hens Fischer                           | Emil Klostermann (2x), Jan Janssen                   |
| 1968/69 | Tweede divisie 1968/69 | Roda JC    | 2–2       | Limburgia | Uwe Blotenberg, Hens Fischer                                          | Willy Coolen, Emil Klostermann                       |
| 1968/69 | Tweede divisie 1968/69 | Limburgia  | 1–4       | Roda JC   | Jacques Maas                                                          | Walter Kousen (2x), Wim Langenhuizen, Uwe Blotenberg |
| 1969/70 | Tweede divisie 1969/70 | Limburgia  | 3–0       | Roda JC   | Jan Beck, Willy Coolen, Thijs Klinkers                                |                                                      |
| 1969/70 | Tweede divisie 1969/70 | Roda JC    | 0–2       | Limburgia |                                                                       | Willy Coolen, Wiel Smeets                            |
| 1970/71 | Tweede divisie 1970/71 | Roda JC    | 0–0       | Limburgia |                                                                       |                                                      |
| 1970/71 | Tweede divisie 1970/71 | Limburgia  | 0–0       | Roda JC   |                                                                       |                                                      |

## Statistieken
| Wedstrijdstatistieken | Wedstrijdstatistieken | Wedstrijdstatistieken | Wedstrijdstatistieken | Wedstrijdstatistieken | Wedstrijdstatistieken | Wedstrijdstatistieken |
| Competitie            | Wedst.                | RJC                   | Gelijk                | LIM                   | DRJC                  | DLIM                  |
| --------------------- | --------------------- | --------------------- | --------------------- | --------------------- | --------------------- | --------------------- |
| Eerste klasse         | 2                     | 0                     | 2                     | 0                     | 2                     | 2                     |
| Eerste divisie        | 2                     | 1                     | 0                     | 1                     | 4                     | 4                     |
| Tweede divisie        | 16                    | 3                     | 9                     | 4                     | 17                    | 20                    |
| KNVB Beker            | 3                     | 1                     | 1                     | 1                     | 8                     | 8                     |
| TOTAAL                | 23                    | 5                     | 12                    | 6                     | 31                    | 34                    |